# Terra Naomi
Terra Naomi est une chanteuse pop rock, qui a pris son envol grâce à la diffusion de sa chanson, Say It's Possible, sur le site de vidéo YouTube. Originaire de New York, elle a vécu pendant quelque temps (jusqu'en nov 2008) en Angleterre après avoir signé avec Universal Music. Elle écrit ses propres chansons et joue de la guitare et du piano.

## Biographie
Terra Naomi est née à Saratoga Springs, dans l'État de New York, et a grandi dans une ferme. Sa famille emménage ensuite à Cleveland dans l'Ohio où elle passe 6 ans, pour finalement se rendre à Schenectady, dans la région de New York. Terra Naomi a deux frères.

### Débuts classiques
Naomi étudie le piano et le chant. Ses professeurs la persuadent de continuer une licence d'opéra à l'université du Michigan.

### Changement d'orientation
Terra Naomi se rend ensuite à New York, et se lance dans l'écriture de chansons. En même temps elle se met également à l'apprentissage de la guitare. Elle joue dans différents groupes, notamment à Manhattan. À l'issue d'une tournée aux États-Unis en 2003, elle s'arrête à Los Angeles pour travailler avec le producteur Paul Fox.
Terra Naomi a reçu ses lettres de noblesse grâce à YouTube, notamment quand elle diffuse son clip "Say It's Possible" durant l'été 2006. Ce clip engendre un tel engouement qu'il est traduit par les fans en espagnol, italien et en mandarin. Le clip remporte le YouTube Award dans la catégorie des meilleures vidéo musicales.
Fin 2006, elle signe un contrat avec Universal Music qu'elle révoque en 2008 car ce n'est pas l'album qu'elle voulait faire et cela ne lui ressemble pas du tout. Elle est désormais à Los Angeles et travaille sur un nouvel album.

## Discographie
Les albums suivants ont été vendus séparément. Fin novembre 2006, tous les stocks étaient épuisés.
- Terra Naomi (CD - 2002) - produit par Terra Naomi et Chris Bertolotti
- Terra Naomi EP (CD - 2004) - produit par Paul Fox
- Live & Free (CD - 2004) - enregistré le 23 juin 2004 par John Koch à l'Hotel Cafe à Hollywood
- 8-Track (Album en ligne - 2005) - produit by Paul Fox